# Bristol Aeroplane Company
La Bristol Aeroplane Company è stata una tra le maggiori aziende britanniche costruttrici di velivoli e motori aeronautici. Nel 1959 si fuse con altre grandi aziende del settore per formare la British Aircraft Corporation e la Bristol Siddeley.

## Storia
L'azienda venne fondata nel febbraio del 1910 da Sir George White come "The British & Colonial Aeroplane Company Limited". 

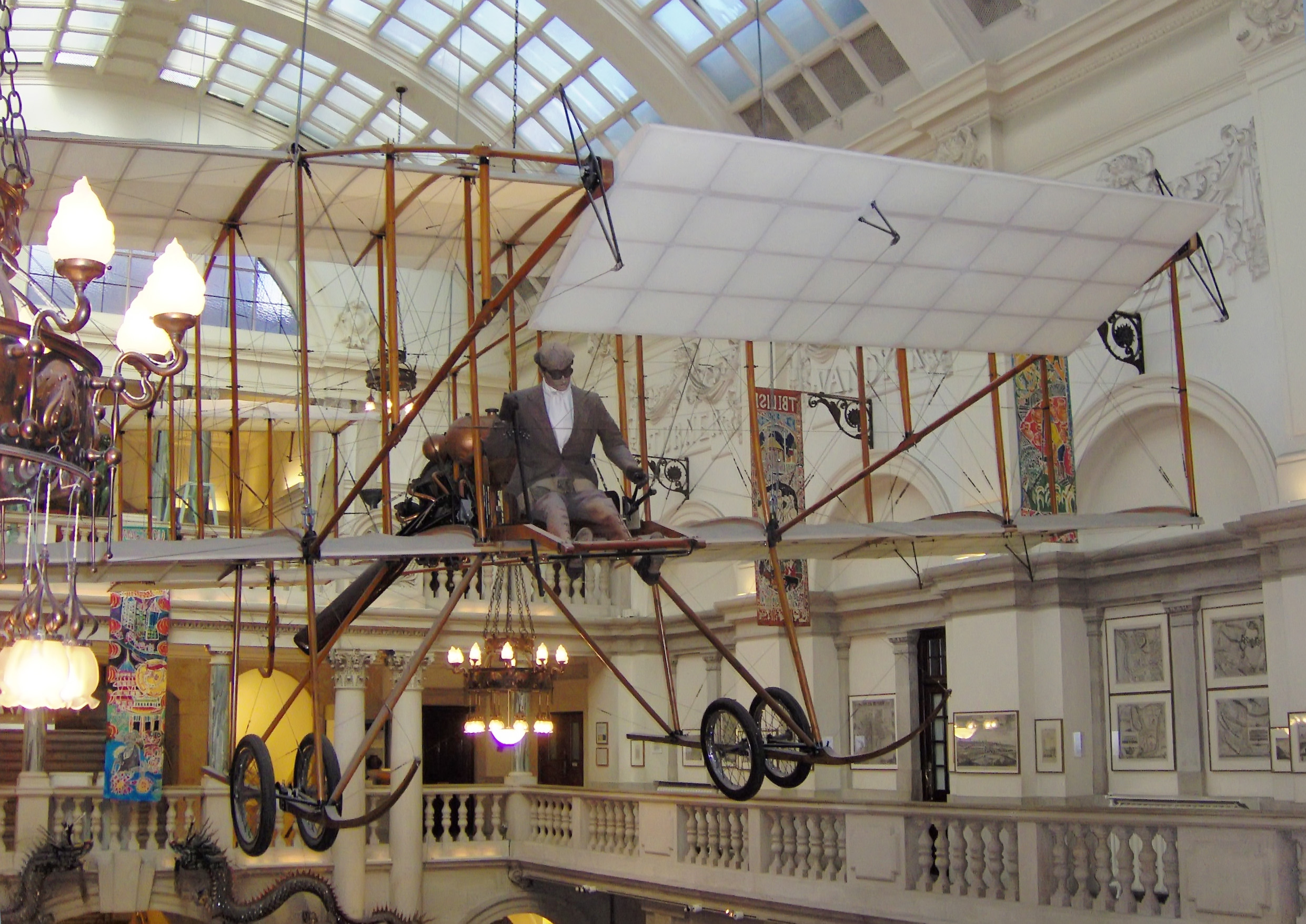
Riproduzione del 1963 di un Bristol Boxkite esposto presso il City Museum and Art Gallery di Bristol.

Come stabilimento di produzione venne usato un deposito di tram in via di dismissione a Filton, 4 miglia a nord della città di Bristol.
Contestualmente alla fondazione dell'azienda, il 28 febbraio 1910 White sottoscrisse l'accordo per la costruzione su licenza del biplano francese "Zodiak", ma, dopo 6 modelli prodotti e nessun volo effettuato, l'accordo venne rescisso. Nel luglio del 1910 venne invece provato con successo il Bristol Boxkite un velivolo costruito prendendo spunto dal biplano di Henri Farman ed equipaggiato con un motore Gnôme da 50 cavalli. Un mese dopo la compagnia fondò una scuola di volo dove verranno formati anche i primi piloti dei Royal Flying Corps.

### Prima guerra mondiale
La compagnia si ingrandì rapidamente fino ad assumere 200 persone, tra cui anche Henri Coandă, pioniere della propulsione a reazione, che lavorò come direttore tecnico tra il 1911 ed il 1914. Tra gli aerei prodotti durante la prima guerra mondiale spiccano il Bristol Scout (un biplano monomotore da addestramento e ricognizione) ed il Bristol Fighter (un caccia biposto) che fu uno degli aerei di punta dei Royal Flying Corps e successivamente della Royal Air Force (RAF).

### Periodo interbellico

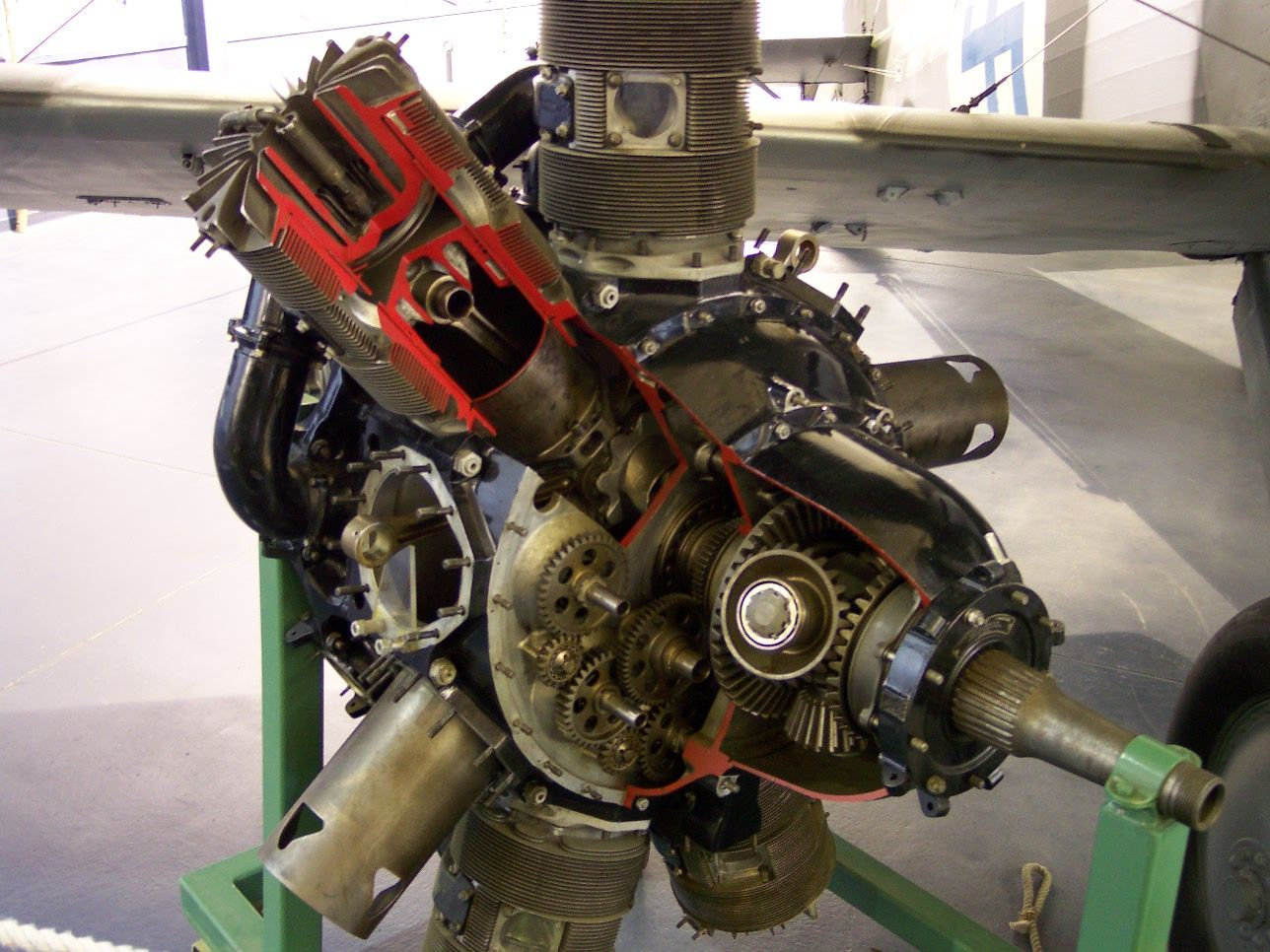
Vista in sezione di un Bristol Perseus dove si può vedere la conformazione delle valvole a fodero usate in questo motore aeronautico

Alla fine della guerra, la compagnia impiegava più di 3000 persone presso i suoi stabilimenti. Dal momento che tutti i suoi aeroplani avevano "Bristol" nel nome, venne deciso nel 1920 di liquidarla e rinominarla Bristol Aeroplane Company Limited formando anche la nuova divisione motori Bristol Engine Company in occasione del contemporaneo acquisto della fallita Cosmos Engineering Company (e del suo motore Jupiter).
Negli anni trenta la Bristol sviluppò il motore radiale Perseus dotato di inedite valvole a fodero che venne prodotto fino agli anni sessanta.
Tra i velivoli prodotti di maggior successo fu il Bristol Bulldog, che, con oltre 400 esemplari, fu il caccia più usato dalla RAF nel periodo interbellico.
Anche il bombardiere Bristol Blenheim venne prodotto in migliaia di esemplari ed impiegato in tutte le campagne belliche condotte dagli inglesi fino al 1942, quando fu sostituito da velivoli con prestazioni superiori.
Allo scoppio della seconda guerra mondiale nel 1939, lo stabilimento della Bristol a Filton era il più grande al mondo, con una superficie di circa 25 ettari.

### Seconda guerra mondiale
In questo periodo il velivolo più significativo prodotto dalla Bristol fu l'aereo da combattimento multi-ruolo Beaufighter impiegato come caccia notturno, cacciabombardiere e come sostituto del Beaufort come aerosilurante.

### Dopoguerra

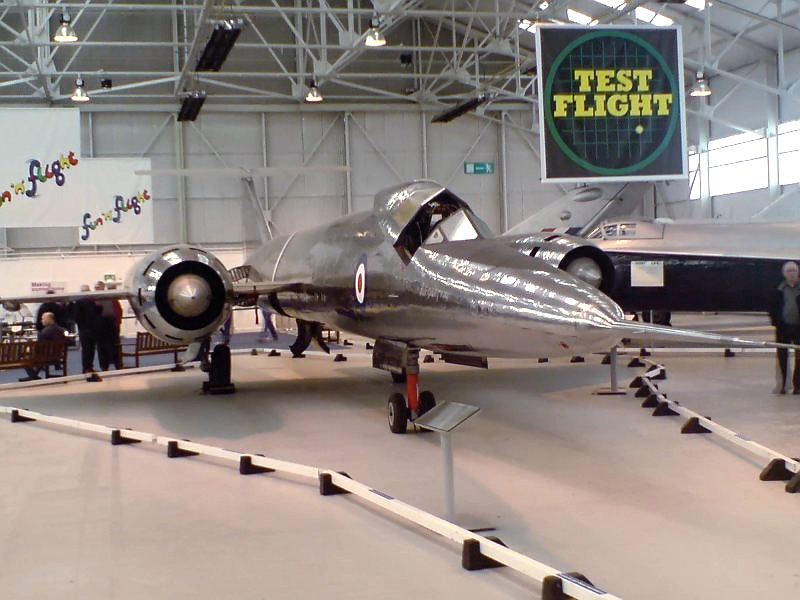
Un Bristol Type 188 esposto al RAF Museum di Cosford.

Vennero proposti nuovi aerei civili come il prototipo Bristol Brabazon, il quadrimotore Bristol Britannia o gli elicotteri Belvedere e Sycamore. La divisione elicotteri, separata dalla Bristol dopo la fine della seconda guerra mondiale, venne poi acquisita nel 1960 dalla Westland Helicopters.
A partire dal 1946 la Bristol iniziò la produzione di automobili basate su disegni BMW. Nel 1959 l'attività nel settore automobilistico venne separata e venduta come Bristol Cars.
A partire dagli anni cinquanta la Bristol avviò un intenso programma di ricerca nel campo delle alte velocità con lo sviluppo di missili come il Bristol Bloodhound e prototipi di velivoli supersonici quali il Bristol Type 188 ed il Type 223. Nel 1956 la Bristol Engine Company venne rinominata Bristol Aero Engines e poi fusa (nel 1959) con la Armstrong Siddeley a formare la Bristol Siddeley.
Sempre nel 1959, la Bristol Aeroplane Company venne obbligata dal governo britannico ad unirsi con English Electric, Hunting Aircraft e Vickers-Armstrongs per creare la British Aircraft Corporation (BAC).